# Mossgroplav
Mossgroplav (Diploschistes muscorum) är en lavart som först beskrevs av Giovanni Antonio Scopoli, och fick sitt nu gällande namn av R. Sant. Mossgroplav ingår i släktet Diploschistes och familjen Graphidaceae.  Utöver nominatformen finns också underarten bartlettii.

## Källor

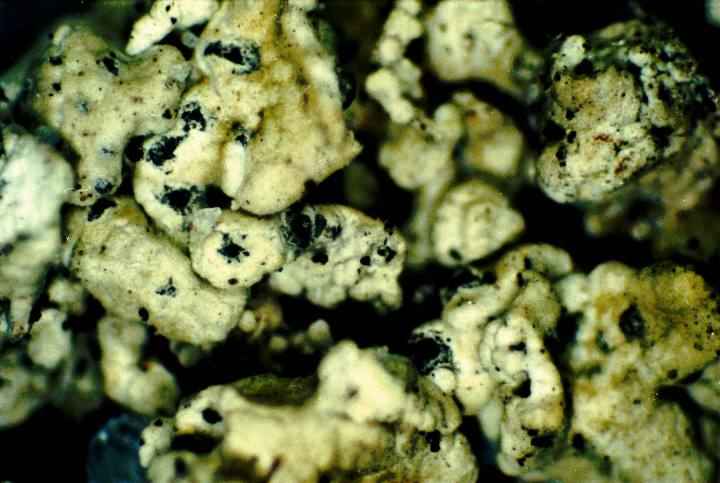
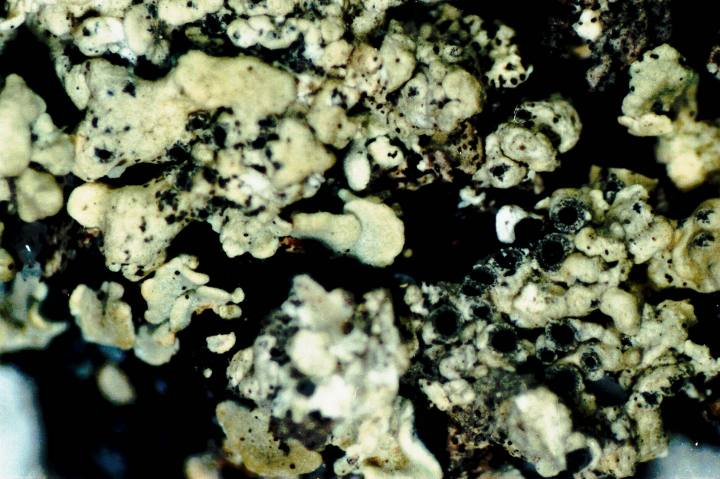
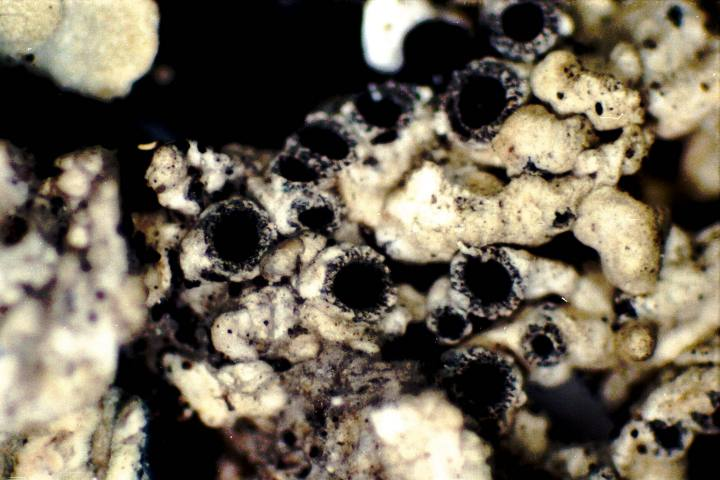
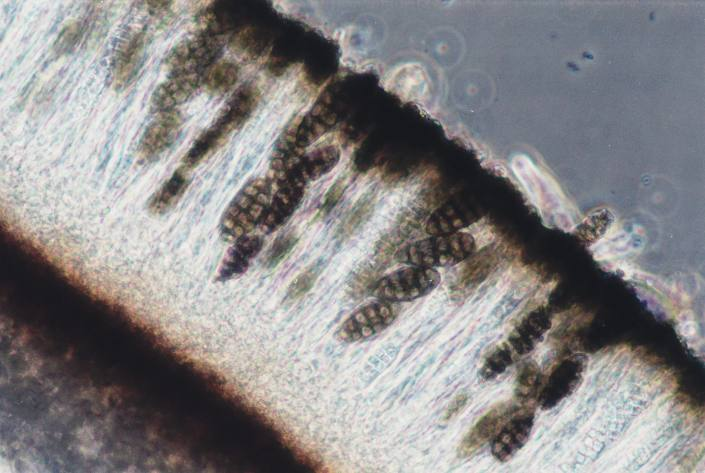
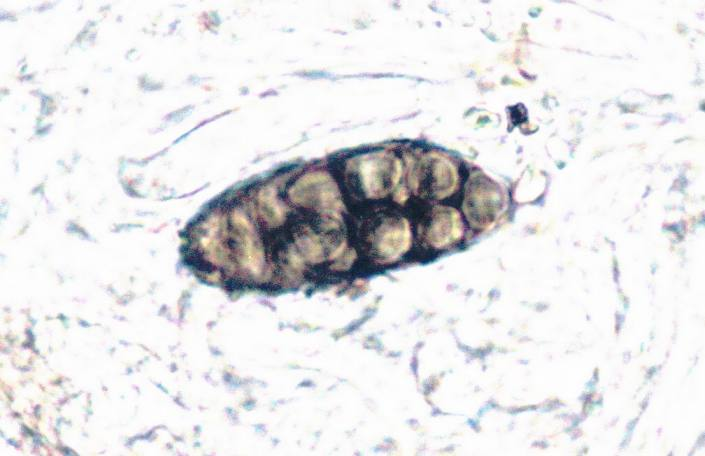
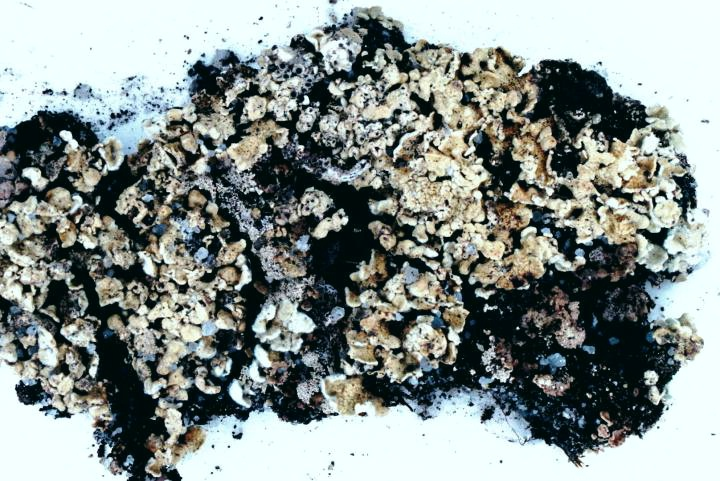